# Американо-вануатские отношения
Американо-вануатские отношения — двусторонние отношения между США и Вануату. Дипломатические отношения между странами были установлены в 1986 году.

## История
В 1986 году Соединенные Штаты и Вануату установили дипломатические отношения, через шесть лет после обретения независимости Вануату от Франции и Великобритании. Посол США в Папуа — Новой Гвинее также представляет интересы страны в Вануату. Американский Корпус мира имеет офис в Порт-Вила, Вануату. Соединенные Штаты и Вануату сотрудничают в сфере укрепления двустороннего сотрудничества в области демократии, безопасности и экономического развития.

## Двусторонние экономические отношения
Торговля США с Вануату носит весьма ограниченный характер. Вануату является участником договора U.S.-Pacific Islands Multilateral Tuna Fisheries Treaty, который обеспечивает доступ в территориальные воды для американских рыболовных судов в обмен на развитие промышленности. В рамках отдельного соглашения по оказанию экономической помощи, правительство Соединенных Штатов в настоящее время предоставляет 21 млн. долларов США в год для тихоокеанских государств.